# Półwysep Salentyński

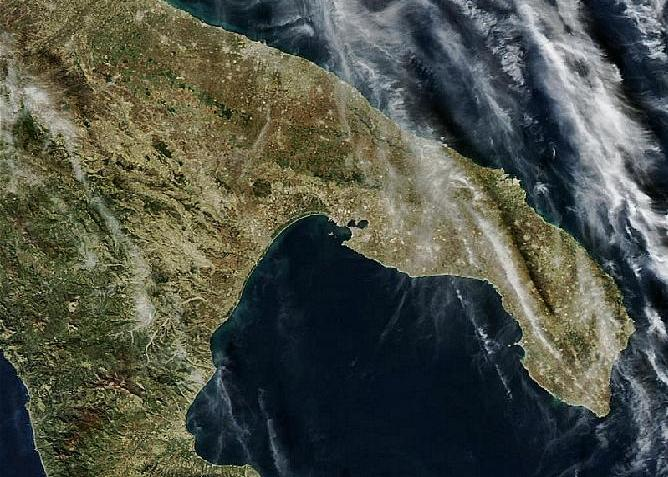
Zdjęcie satelitarne Zatoki Tarenckiej i Półwyspu Salentyńskiego

Półwysep Salentyński (wł. Salento, Penisola Salentina) – południowo-wschodnie odgałęzienie Półwyspu Apenińskiego we Włoszech, leżące między Morzem Adriatyckim a Jońskim. Powierzchnia 5 329 km².
Wybrzeże głównie klifowe, wapienne. Powierzchnia równinna. Uprawiane są oliwki, winorośle, drzewa owocowe, tytoń. Głównymi miastami są Tarent i Brindisi.